# Neoeromene felix
Neoeromene felix är en fjärilsart som beskrevs av Edward Meyrick 1931. Neoeromene felix ingår i släktet Neoeromene och familjen Crambidae. Inga underarter finns listade i Catalogue of Life.